# 加特基夫卡
50°30′7″N 24°9′27″E / 50.50194°N 24.15750°E
加特基夫卡（烏克蘭語：Гатківка），是烏克蘭西部的村莊，隸屬利維夫州的舍普季茨基區。該村面積0.03平方公里，海拔高度212米，2001年人口73，人口密度每平方公里2,433.33人。